# 青年论坛
《青年论坛》，是1984年由湖北省社会科学院一批青年学者所创办的综合性理论刊物。《青年论坛》同《世界经济导报》合称为“一报一刊”，内容敢于触及敏感政治问题，在1980年代中国大陆的思想解放和“新启蒙运动”中扮演了重要角色，但于1987年在“反对资产阶级自由化”运动中被迫停刊。

## 历史
《青年论坛》的筹办获得了时任中共中央总书记胡耀邦长子胡德平的支持，后者鼓励《青年论坛》不仅要关心经济改革，还可以谈谈人道主义、人的价值等问题。当时湖北省主管宣传工作的省委副书记钱运录也给予大力支持，不仅协助解决了刊号问题，还特批5万元人民币作为创刊的启动资金。
1984年8月，《青年论坛》创刊于湖北省武汉市，由湖北省社会科学院领导，为双月刊。同年11月，《青年论坛》第1期创刊号正式发行，35岁的李明华担任总编辑，22岁的王一鸣担任社长，编委会成员平均年龄不足28岁。“新启蒙运动”代表人物李泽厚为创刊号撰写了卷首语，创刊号还刊登了胡德平的《为自由鸣炮》一文、该文后为《人民日报》等媒体转载。
《青年论坛》先后出刊14期，200多位作者发表近300篇文章，内容涉及对改革开放政策、中国文化以及对“自由”和人的解放等核心价值的讨论。中共高级官员李铁映、朱厚泽、吴官正、李源潮等均曾对《青年论坛》杂志表达重视和鼓励。
1986年底“八六学潮”爆发，时任中共中央总书记、改革派领导人胡耀邦于1987年初被迫辞职，中共左派保守人士于1987年初顺势推广展开了“反对资产阶级自由化”运动，《青年论坛》被迫停刊。